# Cryptopygus bituberculatus
Cryptopygus bituberculatus är en urinsektsart som först beskrevs av Einar Wahlgren 1906.  Cryptopygus bituberculatus ingår i släktet Cryptopygus och familjen Isotomidae. Inga underarter finns listade i Catalogue of Life.